# Pistoler Poesi och Sex
Pistoler Poesi och Sex är ett album utgiven av rapparen Yasin. Albumet är Yasins tredje album, och släpptes den 28 februari 2023. Albumet innehåller tretton låtar, och inga andra artister gästas i hans låtar.
| Nr           | Titel                  | Längd |
| ------------ | ---------------------- | ----- |
| 1.           | Rap Är Ingen Konst     | 1:43  |
| 2.           | Spiderman Del 2        | 1:30  |
| 3.           | Hoodrich               | 2:24  |
| 4.           | Nånting I Luften       | 2:31  |
| 5.           | Nordvästra             | 2:35  |
| 6.           | Free At Last           | 2:51  |
| 7.           | Fri Från Mig Själv     | 2:20  |
| 8.           | Pistoler Poesi och Sex | 2:19  |
| 9.           | Turbolens              | 2:17  |
| 10.          | Online                 | 2:35  |
| 11.          | Långt Hemifrån         | 2:46  |
| 12.          | Har Dig                | 3:22  |
| 13.          | Turbo S                | 1:41  |
| Total längd: | Total längd:           | 30:54 |